# Montserrat Calleja Gómez
Pour les articles homonymes, voir Calleja et Gomez.
Montserrat Calleja Gómez, née à Ourense en 1973, est une chercheuse scientifique espagnole du Conseil supérieur de la recherche scientifique (CSIC) à l'Institut de microélectronique de Madrid. Elle a présenté sept brevets et a publié 53 articles dont 2 dans la revue Nature Nanotechnology. Elle dirige le projet Nanoforcells financé par une bourse Starting Grant accordée par le Conseil européen de la recherche et qui a pour objectif l'étude des propriétés mécaniciennes des cellules et sa relation avec le cancer. Elle est cofondatrice de l'entreprise Mecwins, pionnière dans la commercialisation de biosenseurs nanomécaniques. Elle s'est vu accorder le prix Miguel Catalan 2012 pour les chercheurs moins de 40 ans.